# Saurolophus osborni
Saurolophus osborni es una especie de dinosaurio ornitópodo, hadrosáurido, la especie tipo del género extinto Saurolophus ,  que vivió a finales del período Cretácico hace aproximadamente entre 70 a 68 millones de años, en el Maastrichtiense, en lo que hoy es Norteamérica. Barnum Brown recobró los primeros restos de Saurolophus en 1911, incluyendo un esqueleto casi completo, AMNH 5220. Hoy exhibido en el Museo Americano de Historia Natural, este fue el primer esqueleto casi completo de dinosaurio del Canadá. Fue encontrado en los sedimentos del Maastrichtiense, en el Cretácico Superior de la Formación Cañón Herradura, conocida en esa época como Formación Edmonton, cerca del Ferry Tolman en el Río Red Deer en Alberta. Brown perdió poco tiempo para describir este animal, Compartió el territorio dinosaurios pico de patos Edmontosaurus y el crestado Hypacrosaurus, hipsilofodóntidos como Parksosaurus, anquilosáuridos como Euoplocephalus, nodosáuridos como Edmontonia, los dinosaurios con cuernos Montanoceratops, Anchiceratops, Arrhinoceratops y Pachyrhinosaurus, el paquicefalosáurido Stegoceras, ornitomimosaurianos como Ornithomimus y Struthiomimus, con una variedad de pequeños terópodos mal conocidos incluidos trodóntidos y dromeosáuridos, así como los tiranosáuridos Albertosaurus y Daspletosaurus. La fauna de dinosaurios de esta formación se conocen a veces como Edmontonianos, que se debe diferenciar de la fauna del Terciario del mismo nombre, y son distintos a los de las formaciones de superiores e inferiores. La Formación Cañón Herradura se interpreta que tuvo una gran influencia marina, debido a la ingresión del Mar interior occidental, un mar epicontinental que cubrió el centro de Norteamérica durante gran parte del Cretáceo. S. osborni puede haber preferido permanecer en tierras más altas.